# Шарлевој (Мичиген)
Шарлевој (енгл. Charlevoix) град је у америчкој савезној држави Мичиген. По попису становништва из 2010. у њему је живело 2.513 становника.

## Демографија
Према попису становништва из 2010. у граду је живело 2.513 становника, што је 481 (16,1%) становника мање него 2000. године.
| Група             | 2000.         | 2010.         |
| Белци             | 2.828 (94,5%) | 2.355 (93,7%) |
| Афроамериканци    | 8 (0,3%)      | 31 (1,2%)     |
| Азијати           | 6 (0,2%)      | 12 (0,5%)     |
| Хиспаноамериканци | 37 (1,2%)     | 23 (0,9%)     |
| Укупно            | 2.994         | 2.513         |